# Nils Rossen
Nils Rossen (Wijchen, 1 augustus 2004) is een Nederlands voetballer die doorgaans als middenvelder speelt. Hij verruilde N.E.C. in augustus 2024 voor Telstar.

## Clubcarrière

### N.E.C.
Rossen speelde sinds 2013 in de Voetbal Academie N.E.C. In 2022 kwam hij bij het eerste team. Op 1 september 2023 maakte hij op achttienjarige leeftijd zijn debuut in de uitwedstrijd in de Eredivisie tegen Sparta Rotterdam (1-1 gelijkspel) als invaller na 76 minuten voor Lars Olden Larsen. Hij speelde vier wedstrijden dat seizoen, maar zijn contract werd niet verlengd. Na afloop van het seizoen 2023/24 vertrok hij transfervrij.

### Telstar
Op 8 augustus 2024 tekende hij een contract voor twee seizoenen, met een optie voor nog een seizoen, bij Telstar, waar hij al een tijdje op proef was. Hij maakte een dag later zijn debuut als basisspeler tijdens de seizoensopener tegen Vitesse, die met 2-3 gewonnen werd. Rossen speelde dat seizoen zo goed als alle wedstrijden. Hij promoveerde met Telstar naar de Eredivisie, na het winnen van de finale van de play-offs tegen Willem II.

## Statistieken
| Seizoen                   | Club           | Competitie     | Competitie | Competitie | Beker | Beker | Overig | Overig | Totaal | Totaal |
| Seizoen                   | Club           | Competitie     | Wed.       | Dlp.       | Wed.  | Dlp.  | Wed.   | Dlp.   | Wed.   | Dlp.   |
| ------------------------- | -------------- | -------------- | ---------- | ---------- | ----- | ----- | ------ | ------ | ------ | ------ |
| 2022/23                   | N.E.C.         | Eredivisie     | 0          | 0          | 0     | 0     | 0      | 0      | 0      | 0      |
| 2023/24                   | N.E.C.         | Eredivisie     | 3          | 0          | 1     | 0     | 0      | 0      | 4      | 0      |
| 2024/25                   | Telstar        | Eerste Divisie | 35         | 0          | 2     | 1     | 6      | 0      | 43     | 1      |
| Carrièretotaal            | Carrièretotaal | Carrièretotaal | 38         | 0          | 3     | 1     | 6      | 0      | 47     | 1      |
| Bijgewerkt op 2 juni 2025 |                |                |            |            |       |       |        |        |        |        |